# Brachypsalis
Il brachipsalide (gen. Brachypsalis) è un mammifero carnivoro estinto, appartenente ai mustelidi. Visse nel Miocene medio (circa 15-13 milioni di anni fa) e i suoi resti fossili sono stati ritrovati in Nordamerica.

## Descrizione
Questo animale doveva essere vagamente simile a un tasso (Meles meles) sia come aspetto che come dimensioni. Era un mustelide relativamente robusto, caratterizzato da una dentatura peculiare che lo distingueva da altre forme tipiche del periodo e strettamente imparentate, come Oligobunis o Megalictis. Sul quarto premolare superiore era presente un parastilo, mentre il secondo molare superiore era molto ingrandito; infine, i molari inferiori erano insolitamente larghi. 

## Classificazione
Il genere Brachypsalis venne descritto per la prima volta da Edward Drinker Cope nel 1890, sulla base di resti fossili ritrovati in terreni del Miocene medio in Nebraska. La specie tipo è Brachypsalis pachycephalus. A questo genere sono state attribuite in seguito altre specie, come B. hyaenoides (descritta precedentemente dallo stesso Cope come Aelurodon hyaenoides), B. matutinus, B. modicus, B. obliquidens. La specie B. simplicidens è stata in seguito ritenuta un sinonimo di Megalictis ferox.
Brachypsalis è un rappresentante della sottofamiglia degli oligobunini, un gruppo di mustelidi arcaici tipici dell'Oligocene-Miocene nordamericano; all'interno del gruppo, sembra che Brachypsalis occupasse una posizione molto derivata e specializzata, e non è chiaro quali fossero le sue reali affinità.